# Wilbur Springs
Wilbur Springs es un área no incorporada ubicada en el condado de Colusa en el estado estadounidense de California.

## Geografía
Wilbur Springs se encuentra ubicada en las coordenadas 39°2′22″N 122°25′11″O / 39.03944, -122.41972.